# Polliat

Polliat este o comună în departamentul Ain din estul Franței.